# Euplectus piceus
Euplectus piceus är en skalbaggsart som beskrevs av Victor Ivanovitsch Motschulsky 1835. Euplectus piceus ingår i släktet Euplectus, och familjen kortvingar. Arten är reproducerande i Sverige.